# Pelog

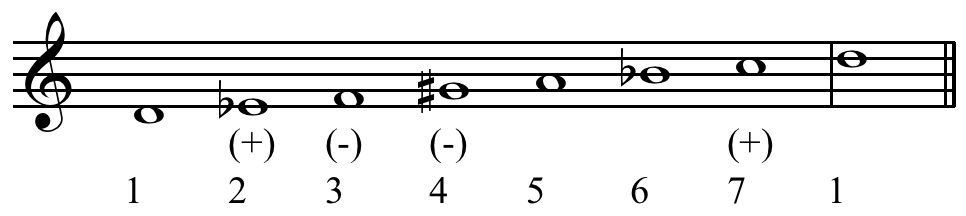
Aproximació de Pelog a la notació occidental.

El pelog és una de les dues escales fonamentals de la música de gamelan tradicional de Bali i Java, a Indonèsia. Es diu que el terme "pelog" és una variant de la paraula javanesa "pelag" que significa "bo" o "bonic". L'altra escala utilitzada, més antiga que l'anterior, es diu slendro. El pelog té set notes, però molts conjunts de gamelan només tenen làmines per a cinc dels tons. Fins i tot en conjunts que inclouen les set notes, moltes peces només utilitzen un subconjunt de cinc notes.
| Pelog selisir                               |
|                                             |
| L'escala pelog selisir, tocada a un gangsa. |
|                                             |

## Afinació
L'afinació varia tant d'illa a illa, de poble a poble, i fins i tot entre gamelans, que és difícil de descriure en termes d'intervals. Una forma aproximada dels set tons del pelog de Java Central passa per agafar 9 tons de temperament igual i seleccionar-ne un subconjunt. Una anàlisi de 27 gamelans de Java Central realitzat per Surjodiningrat (1972) va revelar una preferència estadística per aquest sistema d'afinació.
Així i com en el cas del slendro, que tot i variar d'un gamelan a un altre, els intervals entre les notes de la seva escala són quasi idèntics en els diversos instruments dins d'un mateix gamelan javanès, en el cas de Bali, els instruments s'organitzen per parelles que estan afinades lleugerament separades entre si amb la finalitat de produir ombak. Aquest batement és constant a totes les parelles de notes a tots els registres. Això contribueix al so "agitat" i "brillant" dels conjunts de gamelan. A les cerimònies religioses que contenen gamelan, el batement té el propòsit de donar a l'oient una sensació de la presència d'un déu o servir de porta d'accés a un estat meditatiu.

## Noms de les notes a Java
Les notes de l'escala slendro poden ser designades de diferents maneres; a Java, una forma comú és l'ús de números (sovint anomenats pels seus noms en javanès, especialment en la seva forma abreujada). Un conjunt més antic utilitza noms derivats de parts del cos. Observeu que ambdós sistemes tenen les mateixes designacions per a les notes 5 i 6.
| Número | Número javanès | Número javanès | Nom tradicional | Nom tradicional    |
|        | Nom sencer     | Nom curt       | Nom sencer      | Significat literal |
| ------ | -------------- | -------------- | --------------- | ------------------ |
| 1      | siji           | ji             | bem             | cap                |
| 2      | loro           | ro             | gulu            | coll               |
| 3      | telu           | lu             | dhadha          | pit                |
| 4      | papat          | pat            | papat           | quatre             |
| 5      | lima           | ma             | lima            | cinc               |
| 6      | enem           | nem            | nem             | sis                |
| 7      | pitu           | pi             | barang          | cosa               |

## Modes

### Java

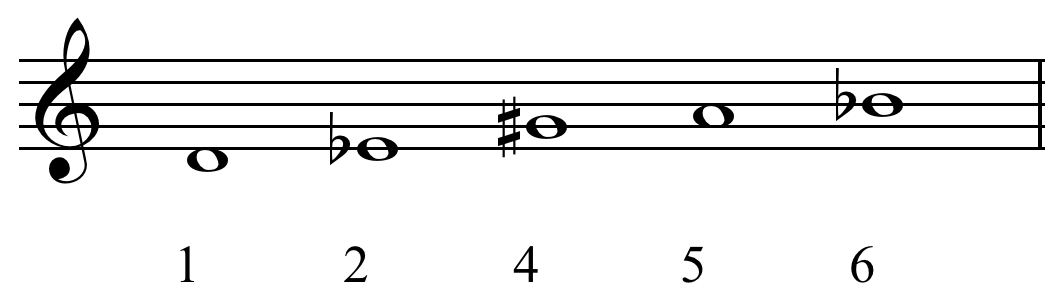
Pelog bem.

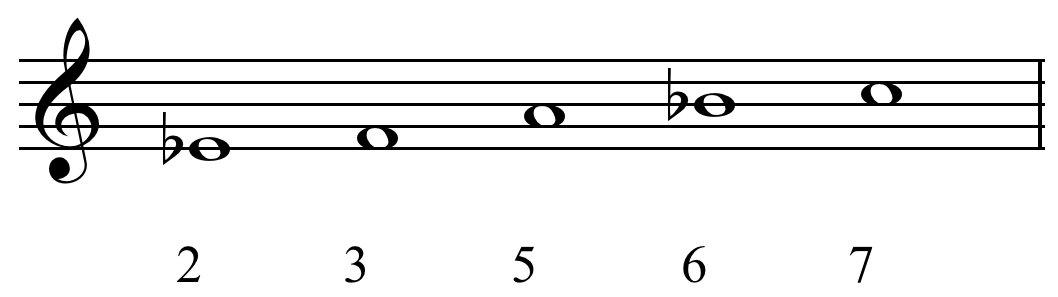
Pelog barang.

Malgrat que l'escala pelog sencera té set tons, normalment només es fa servir un subconjunt de cinc tons (vegeu el concepte similar occidental de mode). De fet, a molts instruments de gamelan manquen físicament de làmines per dos dels tons. Diferents regions, tals com Java Central o Java Occidental (Sunda), utilitzen diferents subconjunts. Al gamelan javanès central, l'escala pelog es divideix tradicionalment en tres pathet (modes). Dos d'aquests, anomenats pathet nem i pathet lima, utilitzen un subconjunt amb les notes 1, 2, 3, 5, i 6; el tercer, el pathet barang, utilitza les notes 2, 3, 5, 6, i 7. Les dues notes restants, incloent 4 a cada pathet, es poden fer servir per ornamentar a la majoria dels instruments, tot i que no acostumen a aparèixer al gender, gambang, o als instrumentes d'elaboració .
| Pelog degung sondanès | Pathet lima javanès |
| 1 (da)                | 6                   |
| 2 (mi)                | 5                   |
| 3 (na)                | 3                   |
| 4 (ti)                | 2                   |
| 5 (la)                | 1                   |

### Bali
A Bali, hi ha conjunts com el gamelan semar pegulingan i el gamelan gambuh que utilitzen els set tons. Rarament, però, s'arriben a escoltar tots a una sola composició tradicional. Com a Java, s'utilitzen modes de cinc tons. Hi ha tres modes: selisir, tembung i sunaren. Els instruments del gamelan gong kebyar tenen cinc làmines corresponents al mode pelog selisir (com s'escolta a l'audio de l'exemple de dalt). A diferència de Java, només hi ha cinc noms per les notes, i els mateixos cinc noms s'utilitzen als tres modes. Tots els modes comencen per la nota denominada ding, i després contiuen ascendint en l'escala a dong, deng, dung i dang. Això significa que el mateix to tindrà un nom diferent a un mode diferent. Els modes estan distribuïts de la següent manera:
|    | Modes balinesos | Modes balinesos | Modes balinesos |
| To | Selisir         | Tembung         | Sunaren         |
| -- | --------------- | --------------- | --------------- |
| 1  | ding            | dung            | —               |
| 2  | dong            | dang            | dung            |
| 3  | deng            | —               | dang            |
| 4  | —               | ding            | —               |
| 5  | dung            | dong            | ding            |
| 6  | dang            | deng            | dong            |
| 7  | —               | —               | deng            |